# Cayo Sulpicio Galba (cónsul 22)
Cayo o Gayo Sulpicio Galba  (m. 36) fue un político romano del siglo I perteneciente a la gens Sulpicia.

## Familia
Su padre fue Cayo Sulpicio Galba quien fue consul suffectus en el año 5 a. C. y su hermano el emperador Galba.

## Carrera política
Cayo fue procónsul en la provincia romana de Acaya para pasar en el año 22 a ser cónsul, siendo emperador Tiberio. Sin embargo, hubo problemas con el suministro a la ciudad de Roma. Se suicidó en el año 36.